# نحت على الرمل
فن النحت على الرمال، هو فن قديم من الفنون المرئية، لكنه برز إلى الوجود بشكل خاص في آوخر القرن العشرين مع تزايد أهمية العدسة في الحياة اليومية للإنسان، ونفس الشيء بالنسبة لفن النحت على الجليد.

## الأدوات
يحتاج المبدع إلى دلو وفرشاة ويديه ليبدأ في ممارسة هوايته الفنية. يضع الممارس لفن النحت على الرمل في ذاكرته الصورة التي يودّ رسمها، ومن ثم يختار المكان المناسب على شاطئ البحر للإخراجها إلى الواقع على رمال البحر.
وعموما ففن النحت على الرمل يحتاج أساسا إلى الرمال والماء كمواد رئيسية لإخراج العمل الفني من المخيلة إلى الوجود، وتبدو الثماثيل وقد يستغرق صنعها ساعات طويلة لإتمامها بأعلى دقة. كما يمكن استخدام أدوات المطبخ مثل السكاكين والملاعق. ويستعمل المحترفون لحماية هذه المنحوتات الرملية من الأمطار باستخدام مواد حماية ضد مضادات المياه المختلفة.

## معرض صور

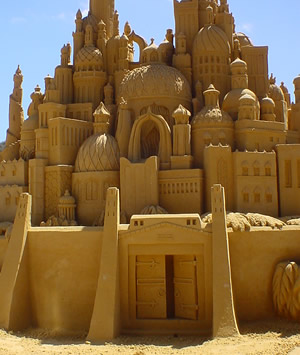
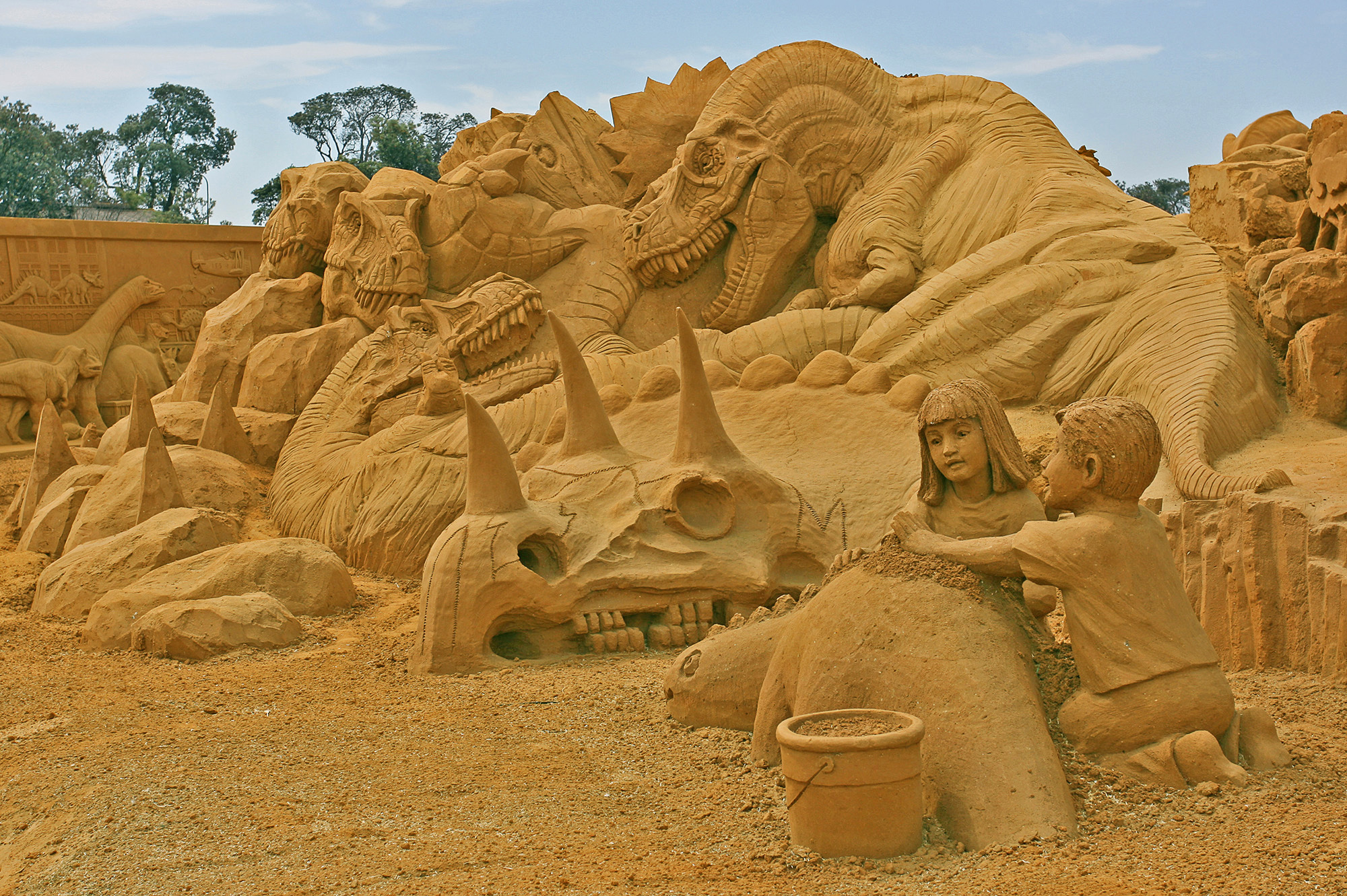
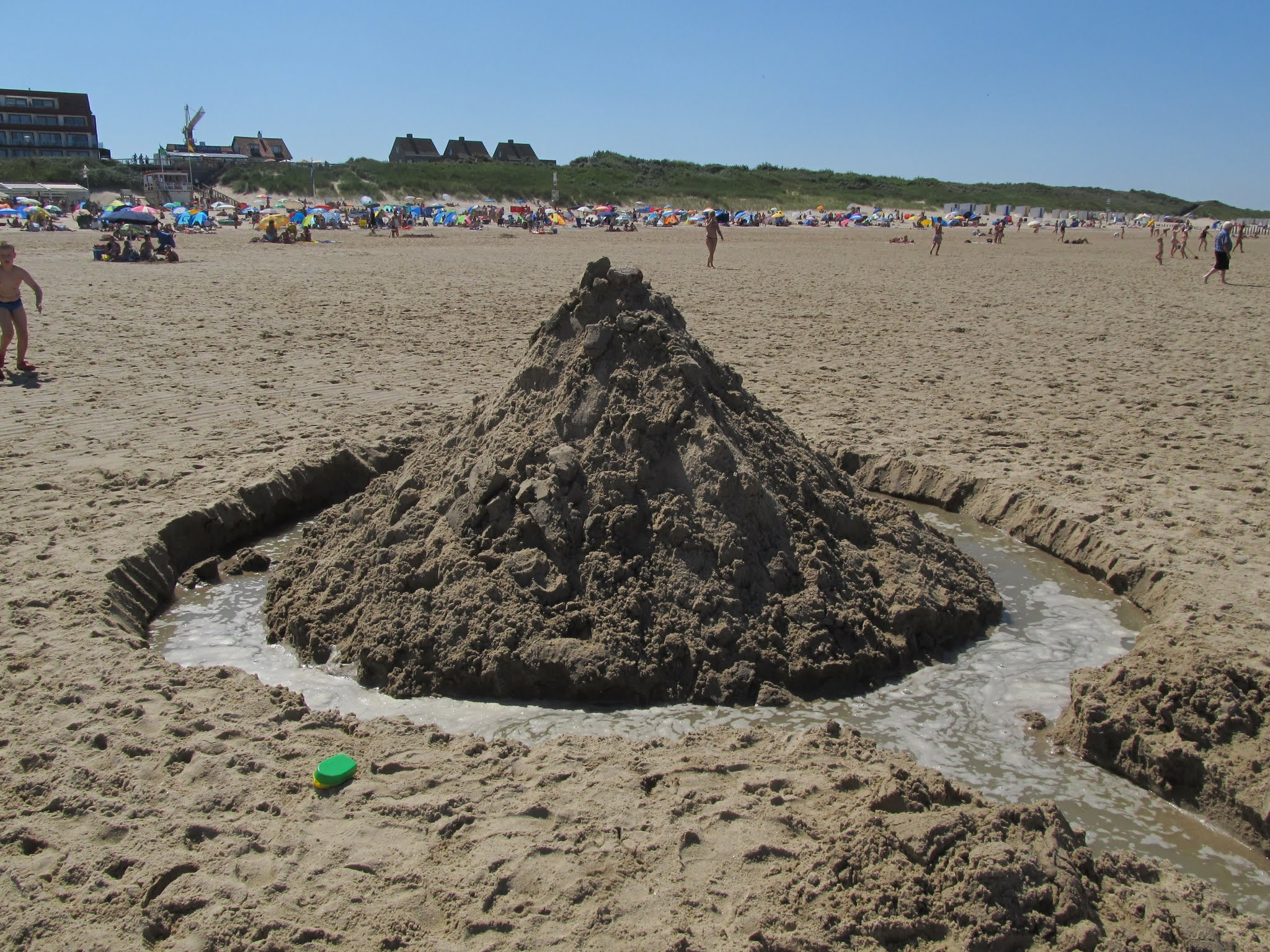
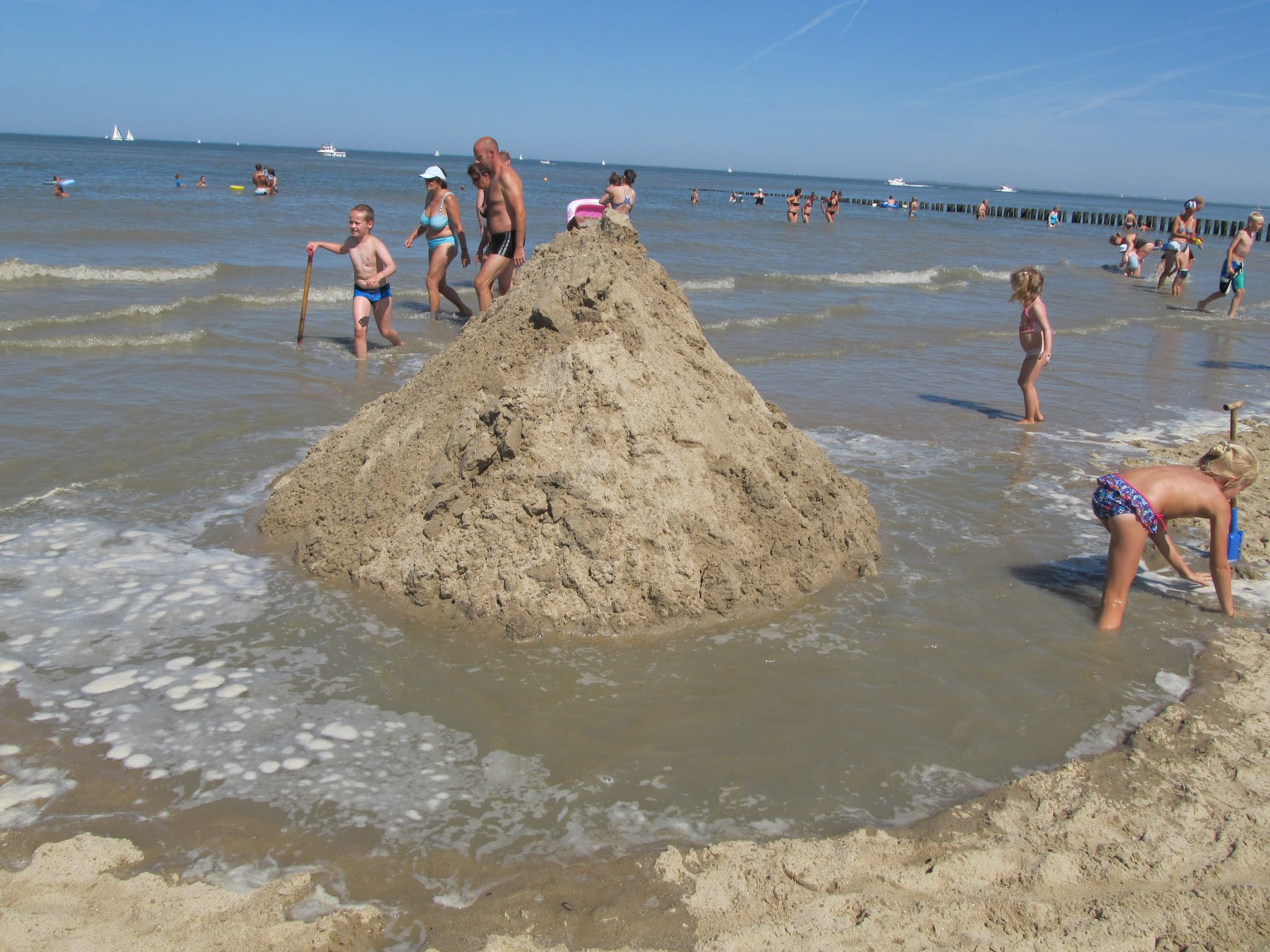
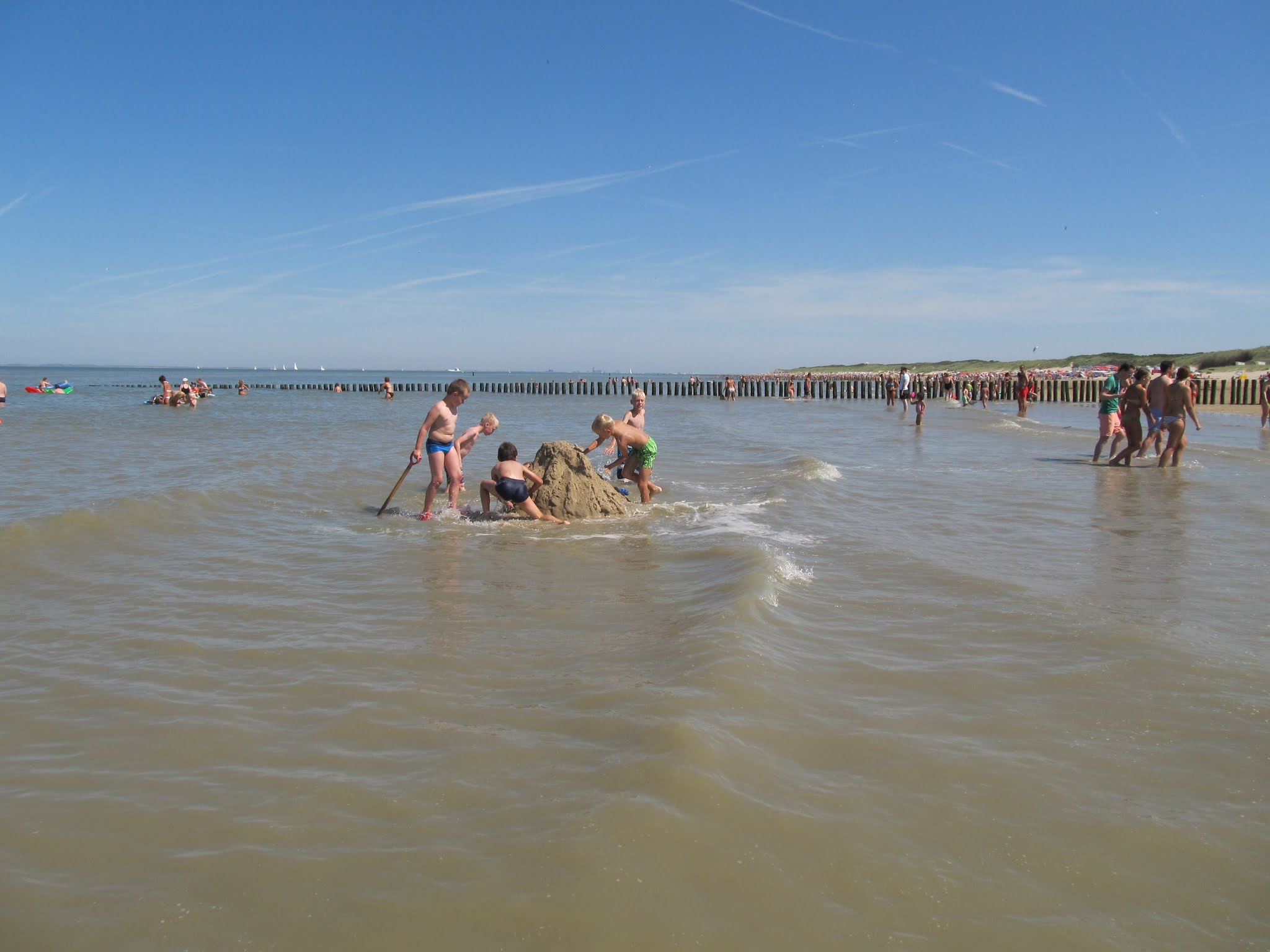
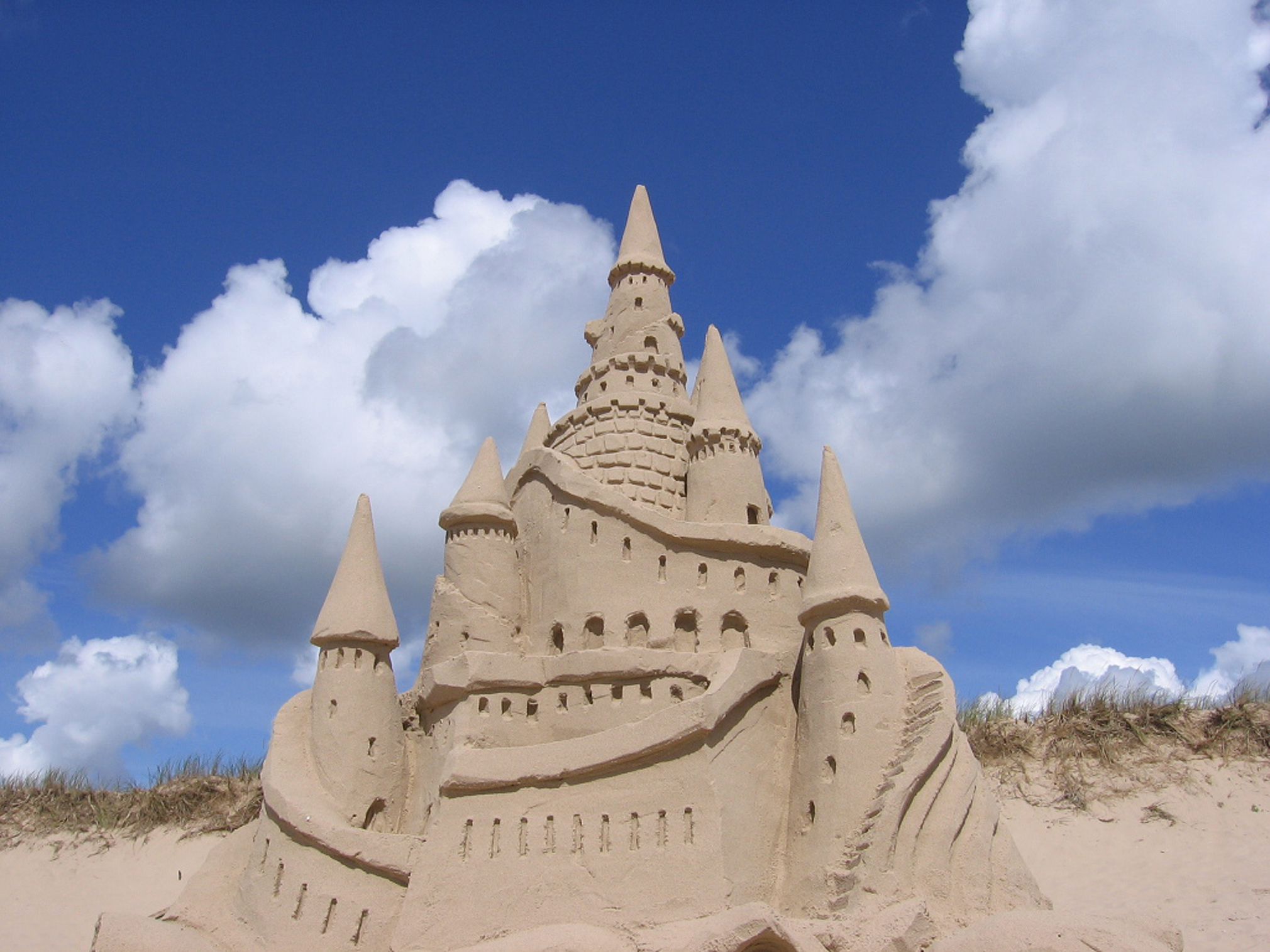
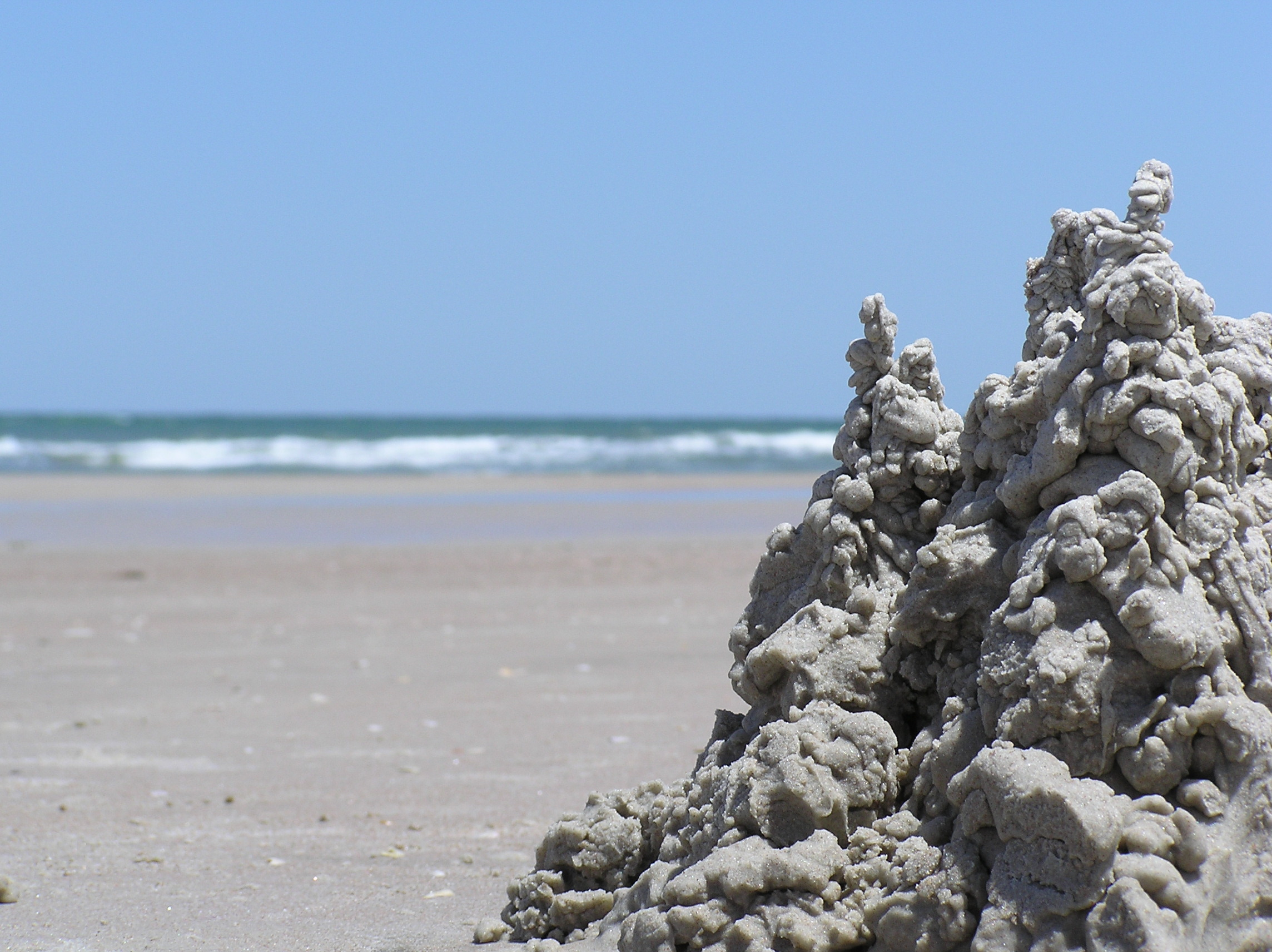
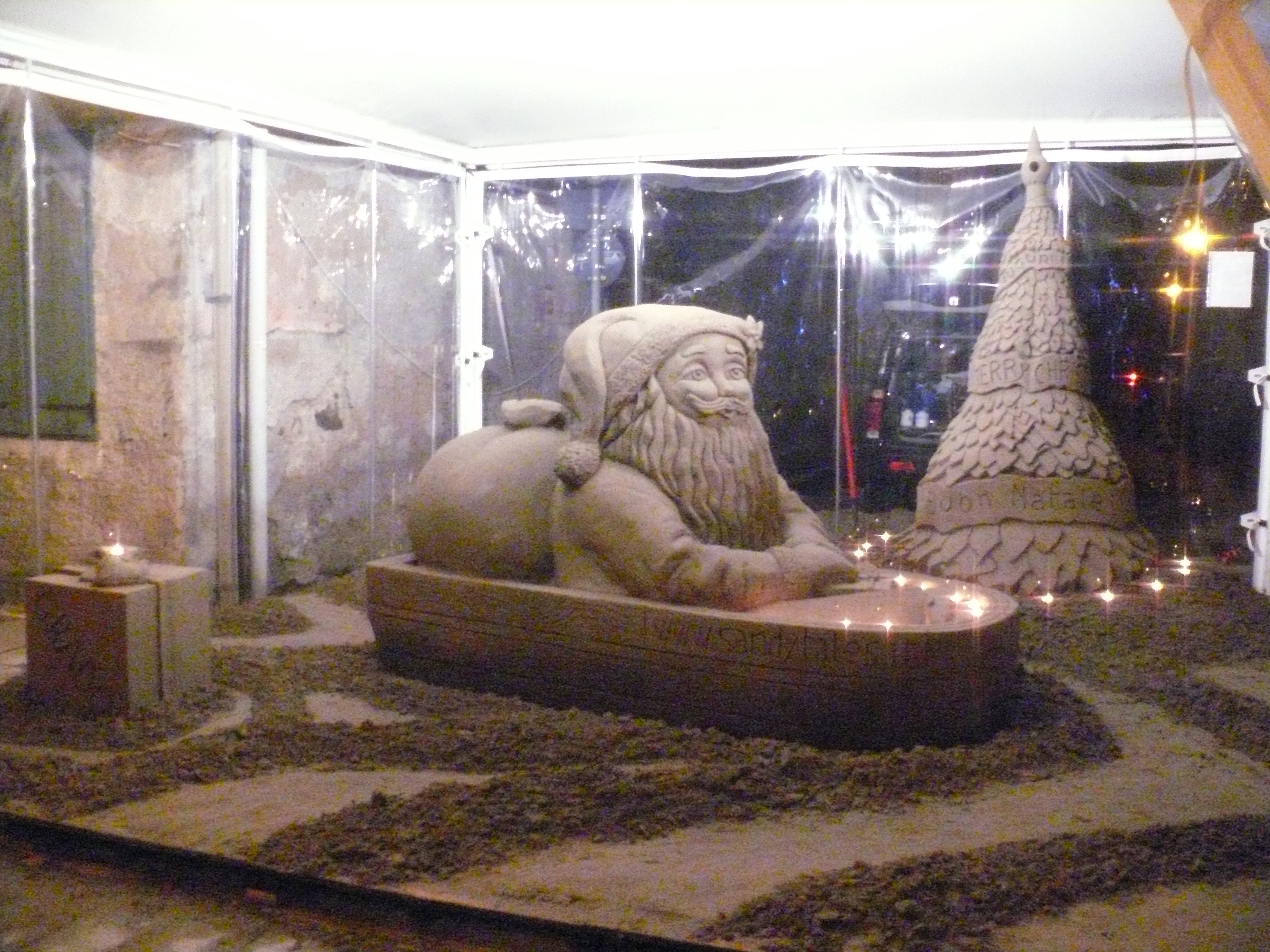
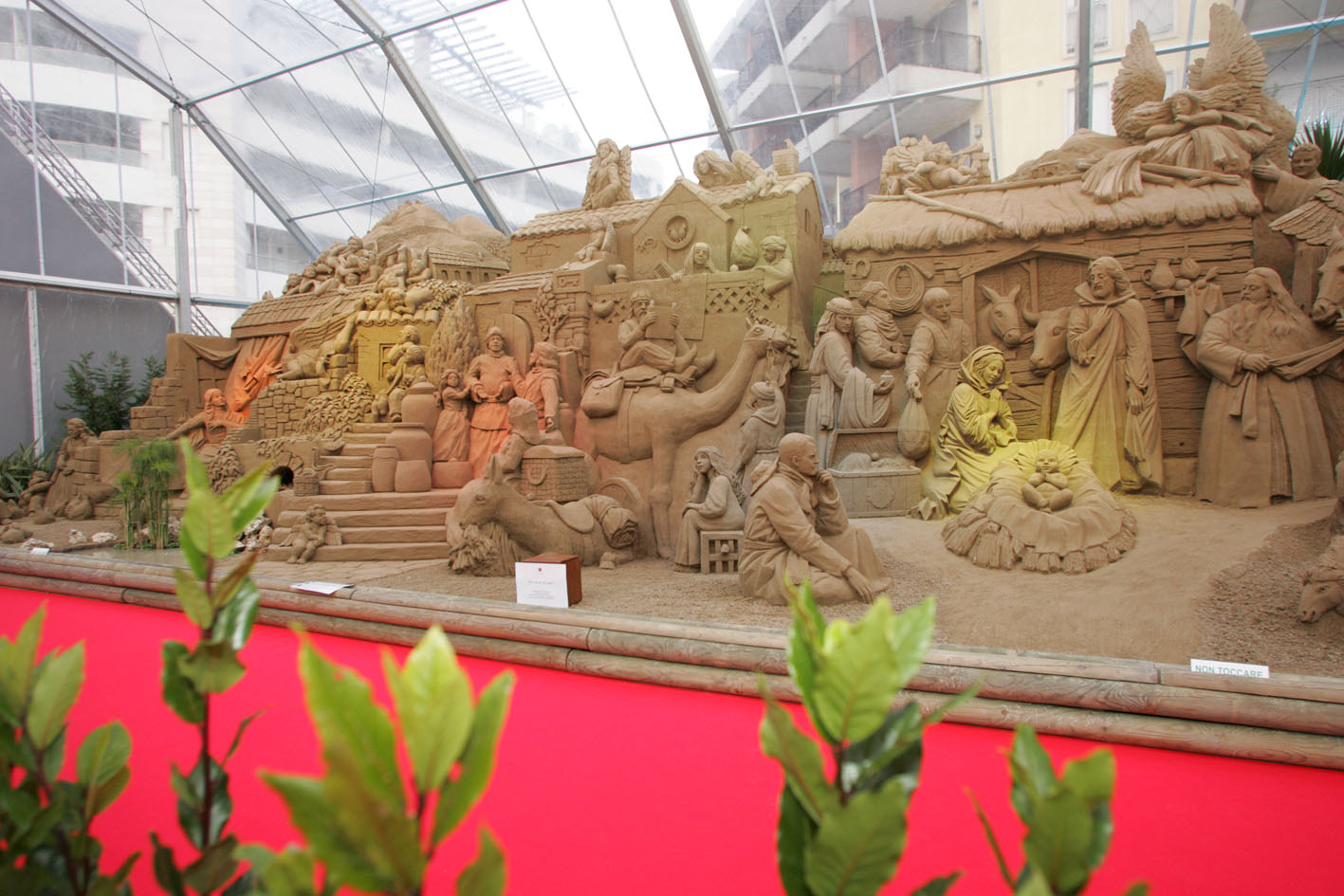

## وصلات خارجية
- فن النحت على الرمال، حين تساوي الرمال ذهباً!!